# Тоннаж
Тонна́ж (від фр. tonnage) — міра вантажомісткості (вантажопідйомності) судна. У торговому мореплавстві тоннаж використовується для визначення митних зборів; а сам термін tonnage пов'язаний з кількістю перевозимих бочок (фр. tonnes), що використовувалася для обчислення величини податку на судно. Для військових кораблів тоннаж — просто водотоннажність, виражена в тоннах. Тоннаж торгових суден не слід змішувати з водотоннажністю (що являє собою фактичну вагу судна), оскільки для експлуатаційних цілей важлива пристосовуваність судна для перевезення вантажів.

## Вимірювання тоннажу
Вимірювання тоннажу регулює Конвенція ММО (Міжнародна конвенція з вимірювання тоннажу кораблів, 1969), що первісно застосовувалася щодо всіх кораблів, побудованих після липня 1982 р., а з липня 1994 р. — щодо всіх кораблів.
Брутто-тоннаж, валовий тоннаж (англ. gross tonnage, GT) — загальний об'єм всіх закритих приміщень судна (від кіля до труби), виміряний від набору корпусу. Числове значення брутто-тоннажу завжди менше, ніж значення брутто-реєстрового тоннажу. Він є показником, на основі якого класифікується судно для визначення кількості екіпажу, класу безпеки й інших нормативних вимог. На відміну від одиниць брутто-реєстрового тоннажу, одиниці брутто-тоннажу є безрозмірнісними: вони являють собою умовні числа.
Нетто-тоннаж, чистий тоннаж (англ. net tonnage, NT) — засновується на обчисленні об'єму всіх вантажних просторів судна. Він виражає корисний простір судна, об'єм теоретичного голого корпусу. Одиниці нетто-тоннажу також є безрозмірнісними.
Реєстраційні й портові збори, а також правила безпеки й комплектування суден засновані на брутто- і нетто-тоннажі.
Брутто-реєстро́вий тоннаж, валовий реєстровий тоннаж (англ. gross register tonnage, GRT) — виражає внутрішній об'єм судна, представлений у реєстрових тоннах (кількість прісної води, що важить 2,83 метричної тонни чи 2,83 м³). Враховуються всі суднові приміщення під палубою, між палубами і в надбудовах, за винятком приміщень, розташованих в міждонному просторі (які служать для приймання водяного баласту); не цілком захищених від негоди приміщень на верхній палубі; приміщень, які розташовані на верхній палубі, містять механізми для управління судном, і деяких інших. Визначення й обчислення внутрішнього об'єму складне; наприклад, об'єм трюму можна оцінити або для сипких вантажів (враховуючи увесь повітряний простір), або для вантажів у тюках (виключаючи «мертвий» простір, не зайнятий тюками). Брутто-реєстровий тоннаж у 1982 р. був замінений брутто-тоннажем на основі Конвенції 1969 року, а старі судна, що використовували його, або вже утилізовані, або на 1994 р. перевиміряні відповідно до нових правил.
Нетто-реєстро́вий тоннаж, чистий реєстровий тоннаж (англ. net register tonnage, NRT) — об'єм вантажу, який може перевезти судно. Тобто, це брутто-реєстровий тоннаж за вираховуванням просторів, непридатних для розміщення вантажів (наприклад, машинне відділення, стернова машина, приміщення для екіпажу); методика його обчислення може розрізнятися, залежно від порту й країни. Виражає об'єм, доступний для вантажів і пасажирів. У 1994 році замінений нетто-тоннажем, на основі Конвенції 1969 року.
Система Панамського каналу чи універсальна система (англ. Panama Canal/Universal Measurement System (PC/UMS)) — заснована на нетто-тоннажі, зміненому для потреб Панамського каналу. Використовує математичну формулу для обчислення загального об'єму судна. Одна тонна нетто PC/UMS дорівнює 100 кубічним футам чи 2,83 м³.
Нетто-тоннаж Суецького каналу (SCNT) — походить з деякими змінами від колишнього нетто-реєстрового тоннажу системи Мурсома. Був встановлений Міжнародною Константинопольською комісією в її протоколі від 18 грудня 1873 року. Використовується досі, з поправками, внесеними «Правилами судноплавства» адміністрації Суецького каналу й реєструється в Сертифікаті тоннажу Суецького каналу.
Темзівське вимірювання, Темзівський тоннаж (англ. Thames Measurement, TM) — ще одна система вимірювання об'єму, здебільшого використовувана для малих суден (наприклад, яхт), вона використовує формулу, засновану на довжині й ширині судна. Названа за Королівським яхт-клубом Темзи (Royal Thames Yacht Club).

## Співвідношення
Для практичних цілей можна скористатися такими наближеними співвідношеннями між різними елементами, що визначають різні види тоннажу:
1 тонна (реєстрова) нетто-реєстрового тоннажу = 2/3 тонни (реєстрової) брутто-реєстрового тоннажу = 4/9 тонни (метричної) дедвейту = 8/27 тонни (метричної) повної водотоннажності.

## Інше вживання терміна
Термін «тоннаж» іноді застосовується для характеристики всього транспортного флоту однієї або кількох країн, уможливлюючи уявити їхні транспортні можливості. У період панцирного флоту термін «тоннаж» застосовувався для кількісної характеристики і військового флоту.
Також тоннажем можуть вантажопідйомність будь-якого транспортного засобу (автомобіля, поїзда тощо), виражену в тоннах, а також масу в тоннах якоїсь продукції.